# 고 (성씨)
고(高)씨는 한국을 포함한 동아시아의 성씨이다.

## 한국의 고씨
횡성 고씨(橫城 高氏)의 본관은 횡성(橫城)이며 고구려의 국성(國姓)이다. 횡성 고씨 고구려 왕실 종친회는 2015년 대한민국 통계청 인구조사에서 약 1만 명으로 조사되었다.
제주 고씨(濟州 髙氏)는 본관은 제주(濟州), 장흥(長興)·개성(開城)·횡성(橫城) 등 30여 본이 있다. 2015년 대한민국 통계청 인구조사에서 310,542명으로 조사되었다.
중국계인 광녕 고씨(廣寧 高氏)를 제외하고는 대부분 제주(濟州)의 분관이다. 한국의 고씨는 크게 고구려계와 탐라계, 중국계다.

### 횡성 고씨
횡성 고씨(橫城 高氏)의 시조는 고구려를 건국한 고주몽(高朱蒙)이다. 중시조는 고구려 보장왕의 둘째 아들 고인승(高仁勝)이다. 그의 동생인 안승은 고구려 본기에는 보장왕의 서자, 외손으로 되어 있고, 신라 본기에는 연정토의 아들로 되어 있다. 후손은 고려 말기 밀직사를 지낸 고민후(旻厚)이다. 횡성 고씨는 2015년 대한민국 통계청 인구조사에서 남한에 약 1만 명이 있는 것으로 조사됐다.
- 중화인민공화국의 고씨는 중국 요양 (遼陽)에 본관을 두고 있는데, 후연의 고운, 당나라 장군 고선지 후예들이 본관이며, 만주와 발해 지역에 고씨들은 대부분 고구려와 관련이 있다. 고씨는 고구려 왕족과 국민에서 나온 성씨로서, 4세기 무렵 고구려가 지린에 수도를 두다가 평양으로 옮길 때 국호룰 고려로 고치면서, 그 무렵부터 고씨 성을 사용하였다. 또한 고구려 왕조 시대에 장군이나 국민들도 국호를 따라 고려라는 성을 사용하는 경우가 많았다. 따라서 한국 고씨에는 왕족과 무장 계급, 일반 국민들이 모두 포함돼 있다. 중국의 요양(遼陽) 고(高)씨는 고구려의 20대 왕인 장수왕의 후손으로, 요령성(遼寧城) 태안현(台安縣)의 한 작은 읍인 大高麗房鎭(대고려방진)에 2천여 명이 있다.[1][2]

### 제주 고씨
제주 고씨(濟州 髙氏)의 시조는 탐라(耽羅) 개국 설화에 나오는 고을나(髙乙那)이다. 한라산 북쪽 기슭 삼성혈(三姓穴)에서 양을나(良乙那), 부을나(夫乙那)와세함께하였으며 그 후 제주도로 표류(漂流)해 온 상자에서 세 명의 여자, 오곡종자(五穀種子), 가축이 나와 이들과 함께 섬에 정착하였다고 한다. 고을나의 15세손 고후(髙厚)·고청(高淸)·고계(髙季) 세 형제가 배를 만들어 타고 바다를 건너 탐진(耽津 : 現 전라남도 강진군)에 이르렀고, 신라에 내조(來朝)하여 고후는 성주(星主), 고청은 왕자(王子), 고계는 도내(徒內)라는 칭호를 받았다. 처음 왔을 때 탐진에 정박하였기 때문에 탐라(耽羅)라는 국호(國號)를 받았다. 고을나의 45세손 탐라국주 고자견(髙自堅)의 태자 고말로(髙末老)가 938년(태조 21년) 고려에 내조(來朝)하여 성주(星主)·왕자(王子)의 작(爵)을 받았고, 자치를 허락받았다. 이후 조선 초기까지 후손들이 성주의 칭호를 계승하며, 탐라국을 세습 통치하였다. 제주 고씨의 2015년 인구는 310,542명이다.
고말로의 직손이 제주 고씨, 고말로의 증손 고공익(髙恭益)은 상당 고씨(上黨髙氏), 또 다른 증손 고영신(高令臣)은 개성 고씨, 고말로의 10세손 고중연은 장흥 고씨(長興高氏), 후손 고종필(高宗弼)은 연안 고씨(延安高氏), 고말로의 23세손 고응섭(高應涉)은 안동 고씨(安東髙氏)로 분적하였다.
- 탐라 계통의 제주 고씨는 탐라개국설화에 등장하는 고을나(髙乙那)를 시조로 한다. 제주 고씨와 분파 성본들은 계통을 달리하는 고구려계 등 다른 고(高)씨 성본과 구별하기 위해서 한자를 표기할 때 高와 髙를 혼용한다.

#### 개성 고씨
개성 고씨(開城 高氏) 시조 고영신(高令臣)은 고려 문종 때 문과에 급제한 뒤, 1097년(고려 숙종 2) 우찬선대부(右贊善大夫), 1099년 이부낭중추밀원우승선(吏部郎中樞密院右承宣)을 역임하고, 1101년 어사중승(御史中丞)으로 동북면병마사(東北面兵馬使)가 되고 이어 형부시랑우간의대부(刑部侍郎右諫議大夫)에 올랐다. 1105년 예종이 즉위하여 비서감직문하성(秘書監直門下省)이 되고, 1108년(예종 3) 상서로서 서북면병마사가 되고 이듬해 동지추밀원사를 거쳐 이부상서지추밀원사(吏部尙書知樞密院事)에 올랐으며, 1113년 검교사공참지정사(檢校司空參知政事)가 되었다. 개성 고씨는 조선시대 문과 급제자 12명을 배출하였다. 2015년 인구는 18,247명이다.

#### 장흥 고씨
장흥 고씨(長興 高氏) 시조 고중연(高仲{木+筵})은 제주 고씨 1세조 고말로(高末老)의 10세손으로 고려 말 홍건적의 제2차 침입 때 고려 공민왕을 호종하여 호종공신으로 책봉되면서 장흥백(長興伯)에 봉해졌다. 장흥 고씨는 조선시대 문과 급제자 28명을 배출하였으며, 대표적인 인물로 임진왜란 때 의병장 고경명이 있다. 2015년 인구는 장흥 고씨 75,517명, 장택 고씨 38,539명이다.

### 광녕 고씨
광녕 고씨(廣寧 高氏)의 시조는 명나라 한림원의 태학사였던 고한봉(高翰鳳)의 5대손 고유보(高有寶)이다. 그는 명, 청 교체기에 청나라 지배를 받기를 거부하고 심양에 인질로 잡혀간 조선의 척화파를 따라 조선에 들어와 평안북도 상원에 정착하였다. 고유보는 송(宋)나라 진종(968~1022) 때 인물 고경(高瓊)의 후손으로, 6대조는 명나라 예부시랑을 지냈다. 본관은 중국 함평로 광녕이다. 2000년 인구는 8가구, 27명에 불과하다.

## 중국의 고씨
중국의 고씨는 강씨의 강성(姜姓) 계통이 대다수를 차지한다. (중국 고씨중 90% 이상) 제나라 왕 강태공의 9세손 제 문공의 증손자 강혜(姜傒)가 고혜(高傒)로 고씨 성으로 변경하였고, 이후 제나라의 노현(盧縣)에 봉읍을 받으면서, 후손들이 봉읍의 이름에서 따서 노씨(盧氏)를 성으로 삼았다. 하여, 강혜는 중국 고씨의 시조이자 중국, 한국 노씨의 시조이기도 하다. 중국 동이족(東夷族) 강성계 고씨는 한국의 고씨와는 연관이 전혀 없다고 할수 없으며, 고구려 고씨계와도 동일 혈족일 가능성이 매우 높다. 고씨는 중국에서는 성씨 인구 1,600만 명으로 중국 성씨 인구 순위 15위에  랭크되어 있을 정도로 큰 대성(大姓)이다. 중국 고씨는 중국은 물론 타이완, 태국, 말레이시아 등지에 널리 분포하고 있는데, 특히 중국 복건성 안계현은 고성촌으로서 동남아 고씨들의 주요 원적지이다. 그 외에 강씨의 제나라가 멸망 후 강씨와 고씨 등 강성(姜姓)계 성씨들이 한반도와 일본으로 대거 이동하였는데, 현재 일본의 성씨 중 다카하시(高橋), 다카(高)씨 등 '高'가 들어가는 일본 성씨는 동이족 강성(姜姓)계 고씨의 후손이라는 구전이 전한다.

## 중국의 고씨(高氏)인물
중국의 제나라의 황제 강태공의 9세손 고혜(高傒)를 고씨의 득성 시조로 하여 강성 중국 고씨는 현재 70여 대까지 이어지게 되는데, 그중 강태공의 51세손이자 북제의 태조 황제인 북제 문선황제 '고양'(高洋)이 있다. 문선황제 고양의 부친인 고환은 위진남북조 시기 북제의 추존황제이며, 북제 1대 황제 고양으로 시작하여 2대 황제 고은-> 3대 황제 고연-> 4대 황제 고담-> 5대 황제 고위-> 6대 황제 고항까지 황위를 이어오다가 형제끼리 피를 부르는 황위 다툼과 주색에 빠져 정사를 돌보지 못하는 등 국력이 쇠퇴하여 결국 북주에 의해 멸망당했다. 북제 문선제 '고양'은 어릴 적부터 비범함을 갖추고 태어난 인물로서 '쾌도난마'라는 고사성어는 이때 나온 것이다.

## 같이 보기
- 高姓
- 古姓